# 中沢春雄
中沢 春雄（なかざわ はるお、1946年4月13日 - ）は、茨城県出身の元プロ野球選手。ポジションは内野手。

## 来歴・人物
下妻第一高校から立教大学へ進学。東京六大学野球リーグでは1966年春季リーグで優勝を経験、しかしその後は優勝に届かなかった。4年時には主将をつとめ、三塁手、三番打者として活躍。同期のエース土井池憲治、捕手の田中鞆雅（日本石油）のバッテリーを擁し、1年下の望月充とクリーンアップを組み、低迷期の立大を支えた。
卒業後は1970年に本田技研工業へ入社し、同年の都市対抗に四番打者として出場。河本昭人らの好投もあり準々決勝に進むが、住友金属の山中正竹らに抑えられ、渡辺弘基（日産自動車から補強）のサヨナラ押し出し四球で延長11回サヨナラ負け。同大会の優秀選手に選出された。この大会の南関東予選では首位打者となっている。この時のチームメートに黒田正宏、藤村哲也がいた。
1970年ドラフト会議で近鉄バファローズから3位指名を受け入団。1年目の1971年から一軍で起用され、同年10月には三塁手として初の先発出場を果たす。その後の2年間も、シーズン終盤の消化試合でそれぞれ1試合に先発するが、あまり活躍の場はなく1974年限りで引退した。

## 詳細情報

### 年度別打撃成績
| 年 度     | 球 団     | 試 合 | 打 席 | 打 数 | 得 点 | 安 打 | 二 塁 打 | 三 塁 打 | 本 塁 打 | 塁 打 | 打 点 | 盗 塁 | 盗 塁 死 | 犠 打 | 犠 飛 | 四 球 | 敬 遠 | 死 球 | 三 振 | 併 殺 打 | 打 率 | 出 塁 率 | 長 打 率 | O P S |
| --------- | --------- | ----- | ----- | ----- | ----- | ----- | -------- | -------- | -------- | ----- | ----- | ----- | -------- | ----- | ----- | ----- | ----- | ----- | ----- | -------- | ----- | -------- | -------- | ----- |
| 1971      | 近鉄      | 26    | 14    | 10    | 3     | 0     | 0        | 0        | 0        | 0     | 0     | 1     | 1        | 2     | 0     | 2     | 0     | 0     | 4     | 0        | .000  | .167     | .000     | .167  |
| 1972      | 近鉄      | 8     | 9     | 8     | 4     | 1     | 0        | 0        | 0        | 1     | 0     | 0     | 0        | 0     | 0     | 1     | 0     | 0     | 2     | 0        | .125  | .222     | .125     | .347  |
| 1973      | 近鉄      | 2     | 4     | 4     | 0     | 1     | 0        | 1        | 0        | 3     | 0     | 0     | 0        | 0     | 0     | 0     | 0     | 0     | 2     | 0        | .250  | .250     | .750     | 1.000 |
| 通算：3年 | 通算：3年 | 36    | 27    | 22    | 7     | 2     | 0        | 1        | 0        | 4     | 0     | 1     | 1        | 2     | 0     | 3     | 0     | 0     | 8     | 0        | .091  | .200     | .182     | .382  |

### 背番号
- 28 （1971年 - 1974年）